# Lac de Sidiailles
Le lac de Sidiailles est un lac artificiel de 90 ha situé en limite sud du département du Cher et en limite ouest du département de l'Allier, en France.

## Histoire
En 1976, la création d'un barrage poids droit de 102 m de long sur l'Arnon, affluent du Cher, a généré le lac constituant une retenue d'eau de 90 hectares contenant 5,6 millions de m3 principalement destinée à l'adduction.
Dans l'Allier (commune de Saint-Éloy-d'Allier), le lac avec ses abords constitue un site naturel inscrit depuis le 23 septembre 1983.

## Géographie
En Châtaigneraie bourbonnaise, sensiblement équidistant des villes de Montluçon, Saint-Amand-Montrond et La Châtre, le lac est situé sur le cours de la Joyeuse et de l'Arnon qui y confluent. Il se fractionne en deux bras recouvrant le cours des rivières. Un ruisseau venu de l'est s'y jette également constituant également un bras plus modeste.
Principalement en limite orientale du territoire communal de Sidiailles (Cher) et pour une plus faible superficie en limite occidentale du territoire communal de Saint-Éloy-d'Allier (Allier), il se trouve à environ 271 m d'altitude en crête.
Il est desservi par diverses voies et pistes communales et par la RD 997 qui traverse le bras de la Joyeuse par un pont de 250 m. Le sentier de grande randonnée 41 le longe sur toute sa rive orientale.

## Activités

### Approvisionnement en eau potable
Fonction première du barrage, la distribution d'eau potable est assurée par le Syndicat intercommunal d’alimentation en eau potable Marche-Boischaut. L'eau est prélevée à 10 m de profondeur pour alimenter l’usine de traitement d’eau potable qui approvisionne 35 communes.

### Tourisme
Une base de loisirs et d'activités sportives est implantée à la confluence des deux grands bras du lac. Des pédalos, canoés, kayaks, barques, paddles et, hors de l'eau, de l'accrobranche et d'autres activités plus bucoliques.
Depuis 2023 s'y trouve l'Aquaparc, doté de 450 m² de structures gonflables aquatiques, avec notamment toboggans, murs d’escalade, sautoirs, trampolines, ponts de singe...

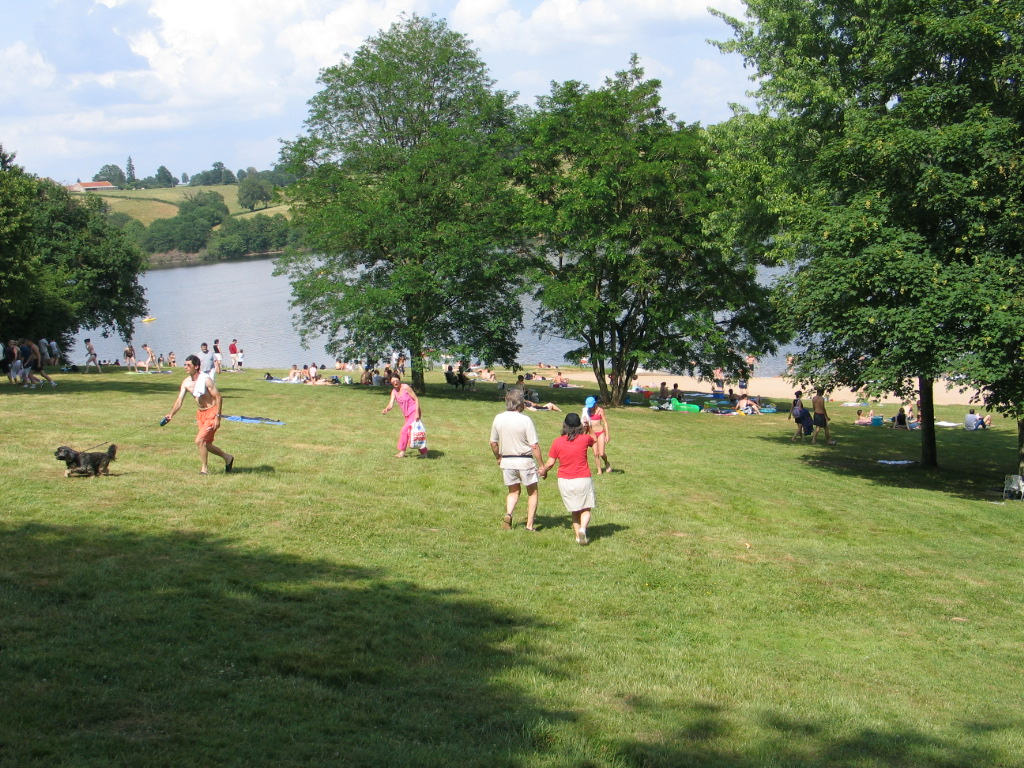
Près de la base de loisirs de Sidiailles.
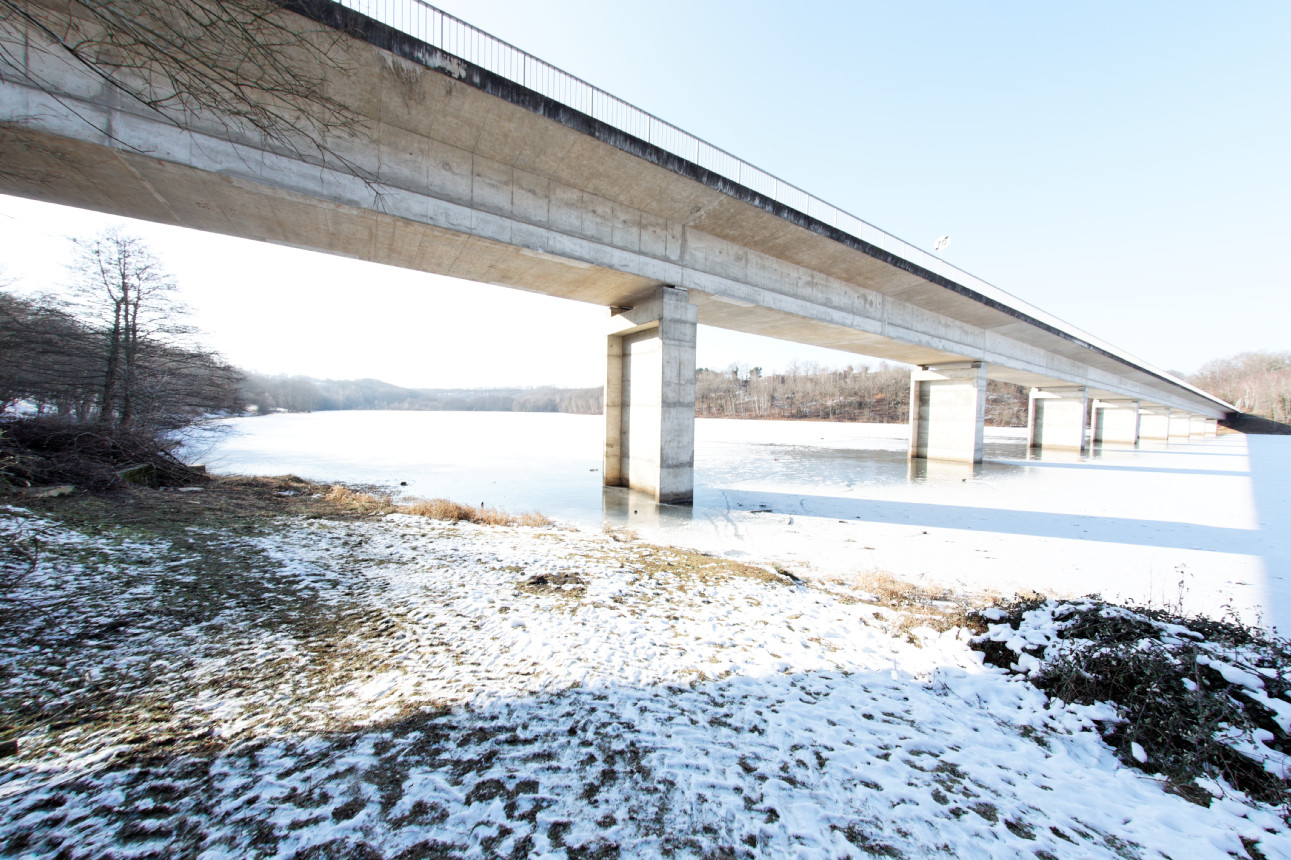
Le pont sur le bras de la Joyeuse.

### Pêche
La pêche est possible sur le lac selon une réglementation particulière.